# الشبح الأحمر
الشبح الأحمر (بالروسية: Красный призрак) هو فيلم تاريخي وإثارة روسي من إخراج أندري بوغاتيريف وبطولة أليكسي شيفتشينكوف، فلاديمير جوستيوخين، يورا بوريسوف وبولينا تشيرنيشوفا، تمّ تأجيل عرض الفيلم عدّة مرّات (من 9 مايو/أيار إلى 3 ديسمبر/كانون الأول 2019) ثم أعيد تأجيل عرضه إلى عام 2020، ثمّ أعيد تأجيل العرض للمرّة الثالثة بسبب جائحة الكورونا. صدر الفيلم أخيرًا في 10 يونيو 2021. عُرض الفيلم في المهرجان في سبتمبر 2020 تمهيدًا لطرحه في يونيو/حزيران 2021 وتم بيعه للتوزيع في مائة دولة على الأقل.

## القصة
تدور أحداث الفيلم خلال الحرب العالمية الثانية، في 30 ديسمبر/كانون الأول 1941. بعد الخروج من الحصار بالقرب من قرية فيازما، تشتبك وحدة صغيرة من الجنود السوفييت في معركة غير متكافئة القُوى مع وحدة خاصة من جنود الفيرماخت. كل جندي في الجيش الأحمر مستعد للتضحية بحياته من أجل الدفاع عن الوطن. وكان من بين المقاتلين السوفييت جندي قناص أرهب صفوف الجنود الألمان وأصابهم بالذعر، حتى باتوا يعتقدون أنه شبح وليس جنديًّا حقيقيًّا لأنّه رغم قتله الكثير من الجنود الألمان إلّا أنه لم يره أحد تقريبًا، لكن الجثث التي كان يتركها وراءه دائمًا ما تكون ملحوظة جدًا. خلال الحرب، عرفه الجميع باسم «الشبح الأحمر» وصارت تروى عنه الأساطير من الطرفين: الجنود السوفييت والألمان أيضًا.

## الإنتاج
جرت عملية التصوير وسط صقيع شديد في شتاء 2017-2018 في إحدى التجمعات المهجورة في ناحية موسالسكي. تم إعداد الديكور ومواقع التصوير قبل عام من البدء في التصوير الرسمي، ولكن بسبب الظروف الجوية القاسية، كان لا بد من تأجيل عمل طاقم الفيلم لمدة تسعة أشهر أخرى. استغرق تصوير الفيم مدّة أربعة أعوام.

## طاقم العمل
- أليكسي شيفتشينكوف في دور الشبح الأحمر.
- فلاديمير غوستيوخن في دور الجد.
- يورا بوريسوف في دور سيمبلتون.
- بولينا تشيرنشوفا في دور فيرا.
- فولفغانغ كيرني في دور براون.
- ميخائيل غوريفوي في دور الممثل الهزلي.
- أولغا ستاشكيفيتش في دور امرأة من الجيش الأحمر.
- بافيل أبرامينكوف في دور البحّار.
- أوليغاك فاسيلكوف في دور قائد الدورية العشكرية.
- يوري ماسلك في دور الضابط المكلف أوتو.

## روابط خارجية
- الشبح الأحمر على موقع IMDb (الإنجليزية)
- الشبح الأحمر على موقع ألو سيني (الفرنسية)
- الشبح الأحمر على موقع قاعدة بيانات الفيلم (الإنجليزية)
- الشبح الأحمر على موقع ليتربوكسد (الإنجليزية)
- الشبح الأحمر على موقع كينوبويسك (الروسية)